# Закоронная
Закоронная — река в России, протекает по территории Северо-Эвенского района Магаданской области. Правый приток Омолона, впадает в него на 826 километре от его устья. Длина реки — 23 км. Река протекает в малонаселённой местности, поселения на реке отсутствуют. Речное русло расположено в глубоком ущелье, соединяющее речные долины Омолона и Малой Авланди. В верховьях разделяется на Левую Закоронную и Правую Закоронную.

## Данные водного реестра
По данным государственного водного реестра России относится к Анадыро-Колымскому бассейновому округу, речной бассейн реки — Колыма, речной подбассейн — Омолон. Водохозяйственный участок реки — река Омолон.
Код объекта в государственном водном реестре — 19010200112119000049340.